# Доуни, Джон, 1-й виконт Даун
Джон Доуни, 1-й виконт Даун (англ. John Dawnay, 1st Viscount Downe; ок. 1625 — 1 октября 1695) — английский политик и пэр. Он был известен как сэр Джон Доуни с 1660 по 1681 год.

## Биография
Второй сын Джона Доуни (? — 1629/1630) из Уомерсли в Йоркшире и его жены Элизабет Хаттон, дочери сэра Ричарда Хаттона, судьи королевской скамьи. Он был крещен 25 января 1625 года. Он поступил в Грейс-Инн и колледж Иисуса в Кембридже в 1641 году.
В 1660 году Джон Доуни был избран членом парламента от Йоркшира в Конвентском парламенте. Он был посвящен в рыцари 2 июня 1660 года. В 1661 году он был избран депутатом от Понтефракта в Кавалерском парламенте. Он был переизбран депутатом от Понтефракта на двух выборах 1679 года.
19 февраля 1681 года для него был создан титул виконта Дауна (Пэрство Ирландии). Поскольку это было ирландское пэрство, он мог оставаться членом Палаты общин Англии и был переизбран в 1681, 1685 и 1689 годах .
В 1687 году он приобрел особняк на Сент-Джеймс-сквер, 15, в Вестминстере.
Он заказал строительство Коуик-Холл в Восточном Йоркшире в конце XVII века.
Джон Доуни скончался в октябре 1695 года в возрасте 70 лет, и его сын Генри унаследовал титул виконта.

## Семья
Лорд Даун был дважды женат. В 1645 году он женился первым браком на Элизабет Мелтон (? — 21 февраля 1662), дочери сэра Джона Мелтона. После её смерти он женился во второй раз в мае 1663 года на Дороти Джонсон, дочери Уильяма Джонсона из Уикема, Ланкашир. Дети от второго брака:
- Генри Доуни, 2-й виконт Даун (7 июня 1664 − 21 мая 1741), преемник отца.